# Кокорин, Павел Михайлович
Па́вел Миха́йлович Коко́рин (6 ноября 1884, Родичево — не ранее 1938) — русский поэт 1900—1910-х годов.

## Биография

### Ранние годы
Павел Кокорин родился 25 октября (6 ноября по новому стилю) 1884 года в деревне Родичево Бежецкого уезда Тверской губернии (сейчас в Молоковском районе Тверской области).
Окончил церковно-приходскую школу. Работал учителем в начальной двухклассной деревенской школе. С начала 1900-х годов летом ездил на заработки в Санкт-Петербург, где трудился штукатуром. С 1907 года поселился в столице, где служил швейцаром. Занимался в школе рисования.

### Поэтическая деятельность
Кокорин был поэтом-самоучкой. Первым, кто оценил его стихи, был петербургский стихотворец Леонид Афанасьев. В гостях у него Кокорин познакомился с известным поэтом Константином Фофановым, а также эгофутуристами Игорем Северянином и Константином Олимповым. Они благосклонно приняли стихи Кокорина. Благодаря содействию Фофанова и Северянина в 1909 году вышел его первый стихотворный сборник «Песни и думы». В нём опубликовано и посвящение Северянина Кокорину «Осенняя элегия». Тематика этой книги, как и двух следующих, «Фантастическая явь» (1910) и «Песни девушек» (1912), связаны с крестьянским бытом и календарной народной поэзией, тогда как четвёртая книга «Музыка рифм», вышедшая в 1913 году, отмечена влиянием эгофутуристов.
Кроме того, печатался в газете «Нижегородец», альманахе «Орлы над пропастью» (одно стихотворение), журналах «Родная речь», «Весна», «На берегах Невы».
После 1914 года не публиковался.

### Последние годы
В 1914—1917 годах участвовал в Первой мировой войне.
Демобилизовавшись, вернулся в деревню Родичево. Работал счетоводом в колхозе, занимался сельскохозяйственной работой. Собрал личную библиотеку, которой пользовались все жители деревни.
Умер не ранее 1938 года после продолжительной болезни.

## Особенности творчества

Обложка первой книги Павла Кокорина «Песни и думы»

Стихи Кокорина тесно связаны с сельской жизнью, крестьянским трудом и бытом, земледелием, обычаями, он затрагивает и некрасовскую тему народного горя. Ряд стихотворений посвящены природе. Заметны переклички с русской обрядовой поэзией, в особенности в сборнике «Песни девушек», где поэт пишет о девичьих гуляниях и традициях, а также о тяжёлой жизни замужней женщины.
Кокорин широко использует диалектную лексику, знакомую ему по родной деревне: «повойничек», «парубок», «шалый» и другие.
В последнем сборнике «Музыка рифм» под влиянием эгофутуристов изменился поэтический словарь Кокорина: он начинает называть свои стихи поэзопьесами, использует неологизмы — «мечтосон», «брёзы» и другие. При этом он формально не состоял в эгофутуристических объединениях. Литературовед Сергей Красицкий называет влияние эгофутурической эстетики на стихи Кокорина очень умеренным. 
Кроме того, Кокорин экспериментировал с ритмом. Так, «Утреннее стихотворение» 1913 года представляет собой моностих с внутренней рифмовкой («Бог утр, Строг-мудр, мил нам свил храм»). Написанное тогда же стихотворение «В путь-дорогу» состоит из рифмованных односложных слов, а «Осень» — из двусложных. 

## Критика
Стихи Кокорина заслужили внимание крупных поэтов, которые отнеслись к его опытам сочувственно.
Валерий Брюсов, отмечая «неправильность языка» в сборнике «Песни девушек», отмечал, что у Кокорина есть «свежие строчки».
Осип Мандельштам писал о сборнике «Музыка рифм»: «Книжка Кокорина очень народна, без всякой кумачности, и в то же время утончённа, несмотря на ряд грубых промахов от неумелости и наивности автора». Кроме того, он противопоставил Кокорина эгофутуристам как более вдумчивого автора, заметив, что «напряжённая серьёзность мысли и слова странно не гармонируют с наивно футуристической внешностью».

## Семья
Жена — Дарья Сергеевна Кузнецова. В семье было трое детей.